# ثقافة رمزية
ثقافة رمزية، أو ثقافة غير مادية، هي القدرة على تعلم ونقل التقاليد السلوكية من جيل إلى جيل من خلال اختراع أشياء موجودة بالكامل في المجال الرمزي. عادة ما يتم تصور الثقافة الرمزية على أنها المجال الثقافي الذي شيده وسكنه بشكل فريد الإنسان العاقل وهو يمييز عن الثقافة العادية، التي تمتلكها العديد من الحيوانات الأخرى. تُدرس الثقافة الرمزية من قبل الآثاريين، والأنثروبولوجيين الاجتماعيين وعلماء الاجتماع. إلا أنه في الآونة الأخيرة ظهرت بعض الأدلة على الأصل النياندرتالي للثقافة الرمزية. تتناقض الثقافة الرمزية مع الثقافة المادية التي تتضمن كيانات فيزيائية ذات قيمة ثقافية وتشمل استخدام الأشياء واستهلاكها وإنشائها والاتجار بها.
من الأمثلة، مفاهيم مثل الخير والشر، والإبداعات الأسطورية مثل الآلهة والعالم السفلي، والبنى الاجتماعية مثل الاتفاقات وألعاب كرة القدم. الثقافة الرمزية هي مجال للحقائق الموضوعية التي يعتمد وجودها، بشكل متناقض، على الاعتقاد الجماعي. نظام العملة، على سبيل المثال، موجود فقط طالما استمر الناس في الإيمان به، وعندما ينهار الأيمان في الحقائق المالية، فإن هذه الحقائق نفسها تختفي فجأة. وينطبق الشيء نفسه على المواطنة والحكومة والزواج وأشياء أخرى كثيرة يعتبرها الناس في ثقافتنا «حقيقية». يستمد مفهوم الثقافة الرمزية من السيميائية، ويؤكد على الطريقة التي تتوسط بها الثقافة البشرية المميزة من خلال العلامات والمفاهيم. جرى التأكيد على الجانب الرمزي للثقافة البشرية المميزة في علم الاجتماع من قبل إميل دوركايم وكلود ليفي ستروس وكليفورد غيرتز وغيرهم الكثير.

## ظهور تطوري
أثبتت الثقافة الرمزية صعوبة تفسيرها من وجهة نظر داروينية. تتمثل إحدى الصعوبات في أن المفهوم نفسه غالبًا ما يبدو مشوشًا وغير مقبول من الناحية الفلسفية للعلماء الطبيعيين. أصبح العلم الحديث راسخًا في معارضة فكرة أن الروايات (fictions) المقبولة ثقافيا يمكن أن تتساوى مع الحقائق (facts). ومع ذلك، فإن مفهوم الثقافة الرمزية يتطلب أن نفهم تمامًا هذه الإمكانية المتناقضة. قبل وقت طويل من اختراع الإنترنت في أواخر القرن العشرين، سمح التطور للبشر بالتنقل بين عالمين، الواقع من ناحية، والواقع الافتراضي من ناحية أخرى. الثقافة الرمزية هي بيئة من الكيانات الافتراضية التي تفتقر إلى النظائر في العالم الحقيقي.
كان يُعتقد فيما مضى أن الفن والثقافة الرمزية ظهرت لأول مرة في أوروبا منذ حوالي 40000 سنة، خلال الانتقال من العصر الحجري القديم الأوسط إلى العصر الحجري القديم العلوي، وغالبًا ما يطلق عليه «الانفجار الرمزي» أو «ثورة العصر الحجري القديم العلوي». لا يزال بعض علماء الآثار يلتزمون بهذا الرأي. يقبل الآخرون الآن أن الثقافة الرمزية ربما نشأت في أفريقيا جنوب الصحراء الكبرى في تاريخ سابق بكثير، خلال الفترة المعروفة باسم العصر الحجري الأوسط. والدليل على ذلك يتألف من تقاليد صناعة المغرة المطحونة مع اختيار قوي للون الأحمر، ونماذج على ما يسمى بـ «أقلام التلوين» التي يبدو أنها استخدمت لأغراض التزيين، ربما على الجسم، ونقوش هندسية على كتل المغرة. ويبدو أن كل هذا يشكل جزءًا من صناعة مستحضرات التجميل يرجع تاريخها إلى ما بين 100000 و 200000 سنة مضت. تقول إحدى النظريات أن هذا يشكل دليلاً على تقاليد شعائرية. بالإضافة إلى ذلك، منذ حوالي 100000 عام، هناك أصداف مثقوبة والتي يبدوا أنها علامات للباس، ما يشير إلى أنها كانت مربوطة معًا لصنع قلادات. إذا تم تفسير تقاليد المغرة بشكل صحيح، فإنها تشكل دليلاً على «الفن» الأول في العالم - جانب من «الثقافة الرمزية» - في شكل الزينة الشخصية والرسم على الجسد. رُدّ في البداية على أن أنظمة الزينة ذات الصبغات هي مجرد استعراض فردي، وليس بالضرورة مؤشرًا على الشعائر، في حين تشهد تقاليد القلائد (الصدف والخرز) على اللغة والعلاقات المؤسسية والثقافة الشعائرية والرمزية على نطاق واسع. ومع ذلك، في الآونة الأخيرة، اعترف أولئك الذين ينتقدون هذا بأن الأدلة على استخدام صبغة المغرة، التي تمتد إلى ما قبل 300000 سنة، يجب الاعتراف بها بالفعل كأقدم وسائط دائمة تشهد على تقاليد شعائرية جماعية.